# Фраси (Фрозиноне)
Фраси је насеље у Италији у округу Фрозиноне, региону Лацио.
Према процени из 2011. у насељу је живело 137 становника. Насеље се налази на надморској висини од 153 м.